# Jakša Cvitanić
Jakša Cvitanić (ur. 26 lutego 1962 w Splicie, w Chorwacji) – amerykański matematyk pochodzenia chorwackiego, profesor matematyki finansowej w California Institute of Technology.

## Życiorys
Ukończył studia na Uniwersytecie w Zagrzebiu (licencjat w 1985, magisterium w 1988). Stopień doktora uzyskał na Columbia University w 1992 ze statystyki. Od 1992 do 1992 pracował na Columbia University, a od 1999 do 2005 był profesorem matematyki na University of Southern California.

## Wybrane publikacje
- Introduction to the Economics and Mathematics of Financial Markets (z Fernando Zapatero). Cambridge, Mass.: MIT Press, 2004. ISBN 0-262-53265-4.
- Advances in Mathematical Finance (red. z E. Jouini i Markiem Musielą). New York: Cambridge University Press, 2001. ISBN 0-521-79237-1.